# Boris Malagurski

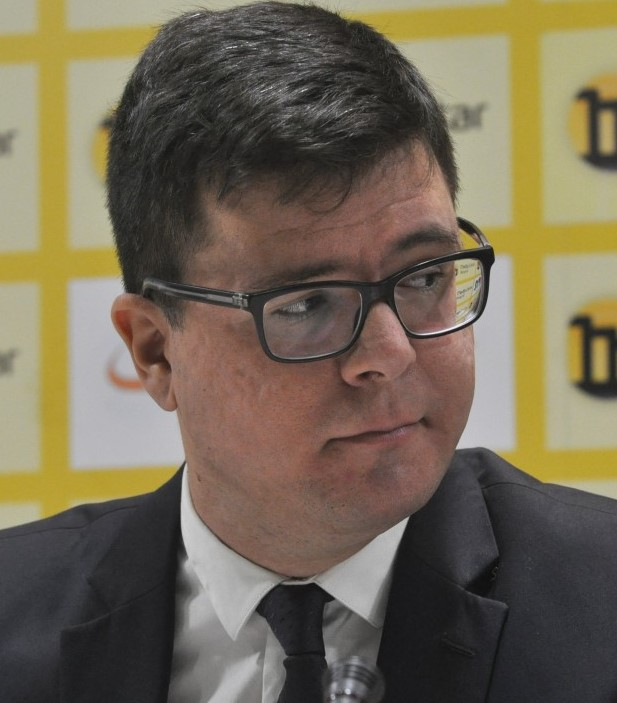
Boris Malagurski 2019

Boris Malagurski (serbisch-kyrillisch Борис Малагурски) (*  11. August 1988 in Subotica, Serbien) ist ein serbisch-kanadischer Filmregisseur, Produzent und Drehbuchautor. Er ist der Inhaber von Malagurski Cinema production company in Vancouver, Kanada.
Malagurski wanderte als 17-Jähriger nach Kanada aus. Seit 2009 dreht er Dokumentarfilme. Er war für die russischen Staatsmedien Sputnik und RT tätig.
Sein filmisches Schaffen wird teils als „serbisch-nationalistisch“ bezeichnet. Die Aufführung seines im Jahr 2022 veröffentlichten Films Republika Srpska: Kampf für die Freiheit, den die hessenschau als „Feel-Good-Movie für serbische Nationalisten“ bezeichnete, wurde in der Schweiz, in Österreich, Deutschland, Slowenien, den Niederlanden, Luxemburg und Belgien nach Protesten wiederholt abgesagt.

## Filmografie
- 2005: Das Kanada-Projekt - Regisseur
- 2009: Kosovo: Can You Imagine? - Regisseur, Produzent, Schriftsteller
- 2011: Das Gewicht der Ketten - Regisseur, Schriftsteller (Originaltitel: The Weight of Chains)
- 2012: Belgrad – Regisseur, Produzent, Schriftsteller
- 2017: Kosovo: Ein Moment in der Zivilisation
- 2021: Montenegro: Ein geteiltes Land
- 2022: Republika Srpska: Borba za slobodu,[1] deutsch: Republika Srpska: Kampf für die Freiheit